# آندره لنز
آندره لنز (انگلیسی: André Lenz؛ زادهٔ ۱۹ نوامبر ۱۹۷۳) بازیکن فوتبال اهل آلمان است.
از باشگاه‌هایی که در آن بازی کرده‌است می‌توان به باشگاه فوتبال مونیخ ۱۸۶۰، باشگاه فوتبال انرژی کوتبوس، باشگاه فوتبال وولفسبورگ، و باشگاه فوتبال آلمانیا آخن اشاره کرد.